# Rutger Hoedemaekers
Rutger Hoedemaekers (1976) is een Nederlandse producer en componist.

## Levensloop
Hoedemaekers' eerste project, About, was een solo indie electro-popband. Debuutalbum Bongo kwam in 2006 op Cock Rock Disco uit, het platenlabel van Jason Forrest. Voor live-shows werd Hoedemaekers bijgestaan door Marg van Eenbergen van de band Gram; destijds ook zijn partner.
Na zijn verhuizing naar Berlijn in 2007, begon hij aan zijn volgende plaat te werken. In januari 2012 verscheen Tell Yourself Whatever You Have To bij PIAS, onder de naam Bart Constant. De videoclip bij het nummer Do Better won in 2011 de prijs voor Beste Video tijdens het Nederlands Film Festival 2011 (NOFF Music Video Award).
Hoedemaekers stond regelmatig samen met Voicst op het podium, zo ook tijdens het optreden op Pinkpop 2008. Ook produceerde hij het album A Family Like Yours van Lucky Fonz III en werkte hij mee aan het album van Schradinova. In 2012 stond hij als Bart Constant in het voorprogramma van The Kyteman Orchestra.
Op 2 april 2012 was Hoedemaekers te gast bij De Wereld Draait Door, waar hij live het nummer Tough Cookie speelde, een nummer dat hij ook als About al speelde. Voor aanvang had hij het nummer No North, So South ook al ten gehore gebracht. Bij GIEL speelde hij de nummers Gravity, Tough Cookie en een cover van Little Talks van Of Monsters and Men.
Sinds 2015 werkt Hoedemaekers veelal als film- en televisiecomponist. In samenwerking met Jóhann Jóhannsson en Hildur Gudnadottir schreef hij de muziek voor Trapped en hij werkte wederom met Jóhannsson aan James Marsh's The Mercy en Darren Aronofsky's mother!. Solo schreef Hoedemaekers onder anderen de muziek voor Hulu en ARTE-serie No Man's Land (2020) en Angelina Jolie's Without Blood (2023).
In 2020 tekende Hoedemaekers bij FatCat Records-sublabel 130701. Zijn eerste album op het label, The Age of Oddities, kwam op 5 maart 2021 uit.

## Discografie
Studioalbums
- The Age of Oddities (2021, FatCat Records/130701)

Soundtrack albums
- Trapped (2019, Milan Records)
- The Last Berliner (2019, Nouveau Goût)
- No Man's Land (2020, Lakeshore Records)
- Shangri-La, Paradise Under Construction (2023, Nouveau Goût)

Studioalbums als Bart Constant
- Tell Yourself Whatever You Have To (2012, PIAS Recordings)

Studioalbums als About
- Bongo (2006, Cock Rock Disco)

## Filmografie
| Jaar      | Titel                                   | Regisseur                  | Credit                       |
| --------- | --------------------------------------- | -------------------------- | ---------------------------- |
| 2015-2022 | Trapped                                 | Baltasar Kormákur          | Componist                    |
| 2018      | The Last Berliner                       | Gregor Erler               | Componist                    |
| 2018      | The Mercy                               | James Marsh                | Componist additionele muziek |
| 2020      | No Man's Land                           | Oded Ruskin                | Componist                    |
| 2022      | The Princess                            | Ed Perkins                 | Componist additionele muziek |
| 2022      | Shangri-La, Paradise Under Construction | Mirka Duijn, Nina Spiering | Componist                    |
| 2023      | Without Blood                           | Angelina Jolie             | Componist                    |

## Prijzen en nominaties
| Jaar | Prijs                                      | Categorie                     | Titel             | Uitslag     | Opmerkingen                                  |
| ---- | ------------------------------------------ | ----------------------------- | ----------------- | ----------- | -------------------------------------------- |
| 2019 | Action on Film International Film Festival | Beste filmmuziek              | The Last Berliner | Genomineerd |                                              |
| 2019 | South Film and Arts Academy Festival       | Beste muziek in een speelfilm | The Last Berliner | Gewonnen    |                                              |
| 2016 | Edda Award                                 | Beste filmmuziek              | Trapped           | Gewonnen    | met Hildur Guðnadóttir and Jóhann Jóhannsson |

## Referentie
1. ↑  About verandert zijn naam in Bart Constant. 3voor12. Geraadpleegd op 18 maart 2021.
2. ↑  (en) NO MAN'S LAND. Festival Séries Mania. Gearchiveerd op 13 juli 2020. Geraadpleegd op 29 april 2020.
3. ↑  (en) John Hopewell,Jamie Lang, John Hopewell, Jamie Lang, Amit Cohen, Ron Leshem Talk Fremantle Banner Title ‘No Man’s Land’. Variety (31 maart 2020). Geraadpleegd op 29 april 2020.
4. ↑  (en) Rutger Hoedemaekers signs. 130701 (20 oktober 2020). Gearchiveerd op 31 oktober 2020. Geraadpleegd op 29 oktober 2020.
5. ↑  (en) Rutger Hoedemaekers – New Songs, Playlists & Latest News – BBC Music. BBC. Gearchiveerd op 5 november 2019. Geraadpleegd op 19 september 2019.
6. ↑  (en) NO MAN'S LAND. Festival Séries Mania. Gearchiveerd op 13 juli 2020. Geraadpleegd op 29 april 2020.
7. ↑  https://www.idfa.nl/nl/film/32419a5c-dd92-4651-9f17-e71d211f2ff7/shangri-la-paradise-under-construction